# Островень (Вилча)
Островень, Островені (рум. Ostroveni) — село у повіті Вилча в Румунії. Входить до складу комуни Галіча.
Село розташоване на відстані 154 км на захід від Бухареста, 21 км на південний захід від Римніку-Вилчі, 76 км на північний схід від Крайови, 132 км на південний захід від Брашова.

## Населення
За даними перепису населення 2002 року у селі проживали 259 осіб, усі — румуни. Усі жителі села рідною мовою назвали румунську.